# Мартен, Жан (пианист)
Жан Мартен (фр. Jean Martin; 7 ноября 1927, Лион — 7 октября 2020) — французский пианист и музыкальный педагог.

## Биография
Начал обучаться музыке в родном Лионе, затем в 1948 году окончил Парижскую консерваторию, ученик Ива Ната и Пьера Паскье. В дальнейшем совершенствовался также под руководством Гвидо Агости.
Преподавал в консерваториях Гренобля (1953—1960), Сен-Кантена (1964—1974), Бобиньи (1974—1980), Лиона (1981—1991) и Версаля (1991—1996). Занимал пост музыкального руководителя в парижском театре Эссайон (1976—1979), а затем в театре Сильвии Монфор (1994—1996).
Специалист, прежде всего, по романтическому репертуару: записал, в частности, два альбома с фортепианной музыкой Карла Марии фон Вебера, пять альбомов Роберта Шумана, два альбома Стефана Геллера и Габриэля Форе, произведения Клары Шуман, Иоганнеса Брамса, Бенжамена Годара, Теодора Кирхнера. Творческое содружество связывало Мартена с композитором Клодом Байифом, посвятившим ему ряд фортепианных сочинений. В 1970-е гг. выступал и записывался также в составе фортепианного трио (со скрипачкой Флорой Эльфеж и виолончелистом Клодом Бургосом). Критика отмечала в игре Мартена «темперамент, богатство тона и мудрость трактовки».